# Monreal

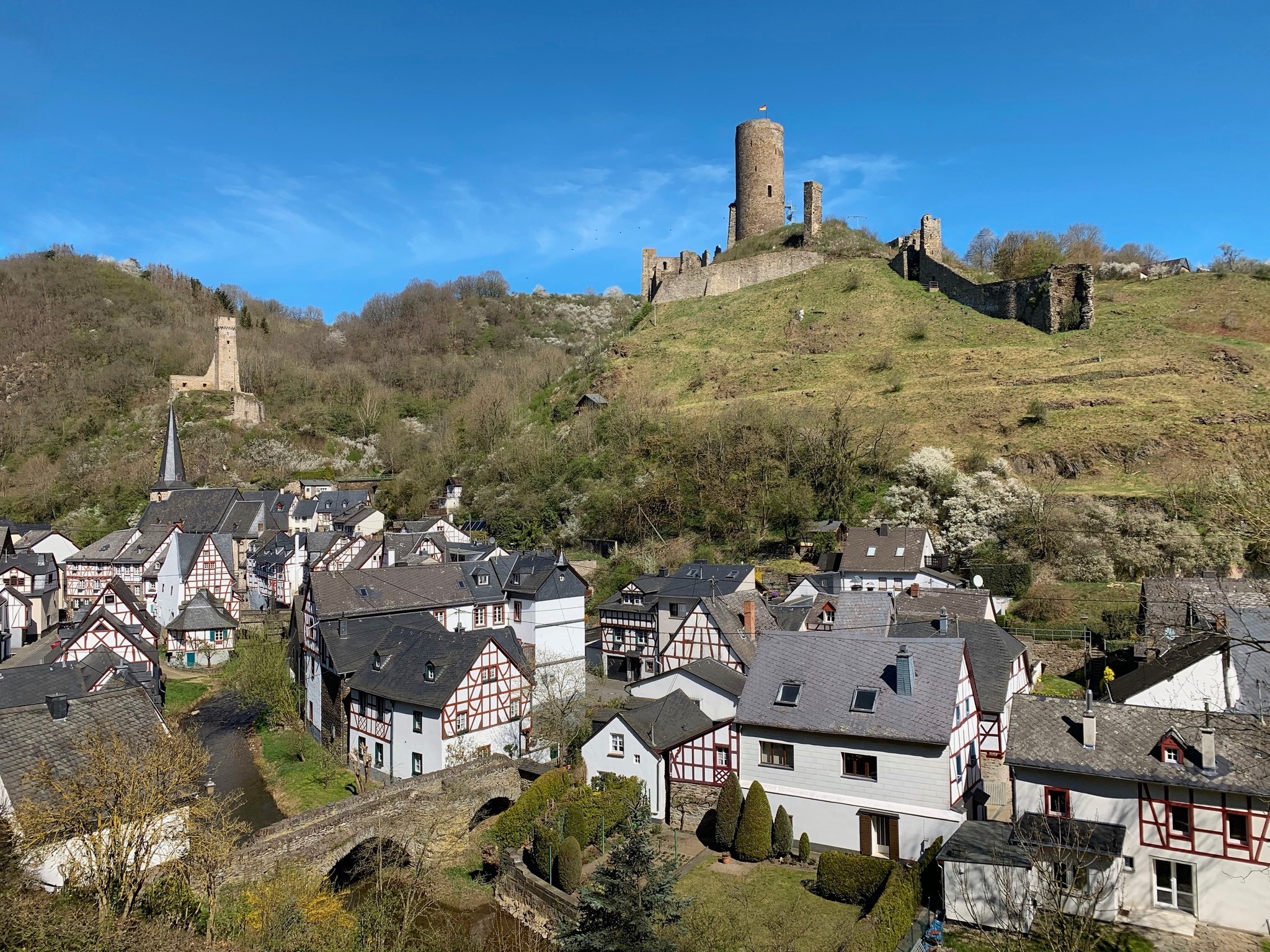
Blick auf Monreal (2020)

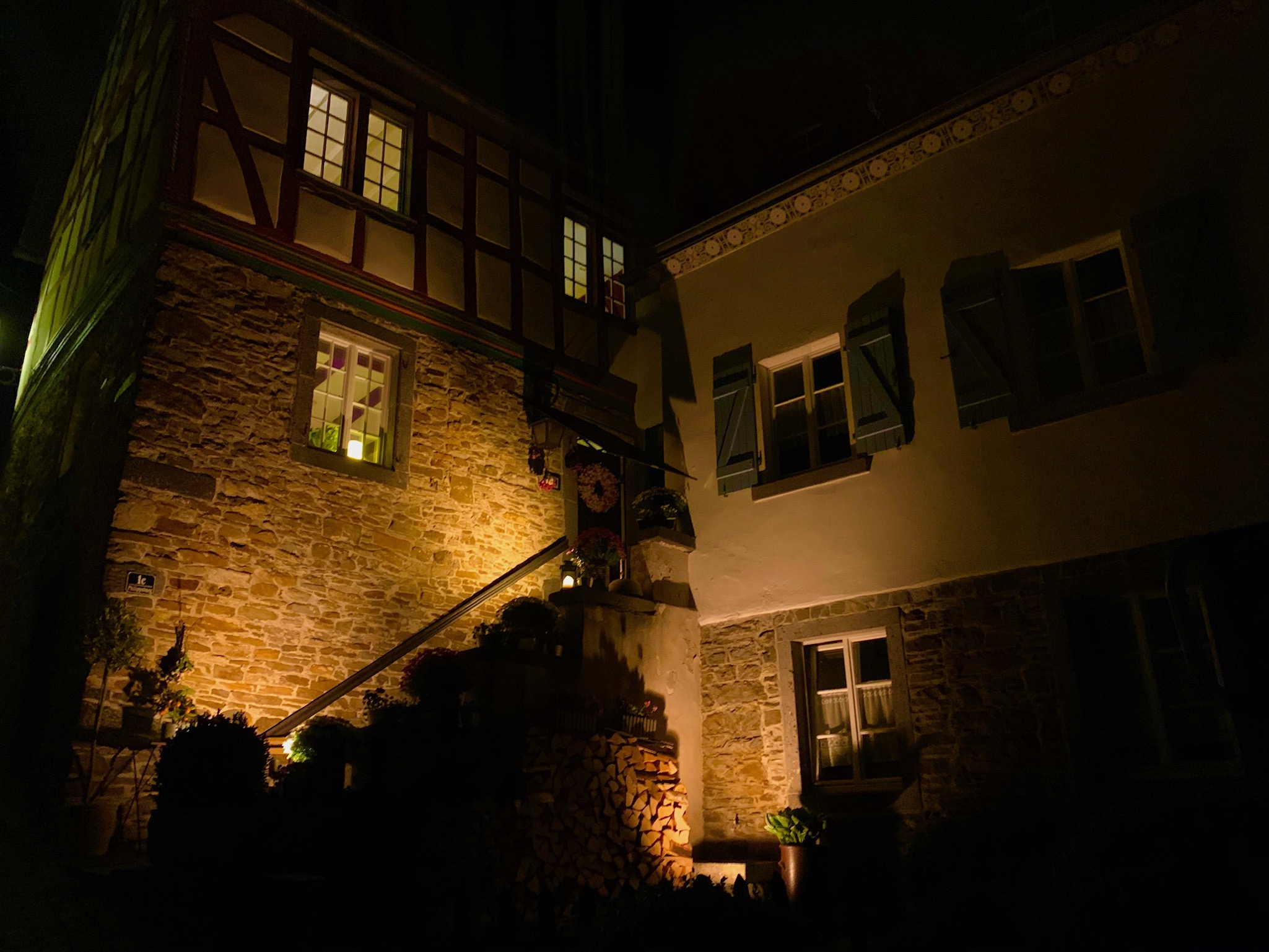
Monreal bei Nacht

Monreal ist eine Ortsgemeinde im Tal der Elz im Landkreis Mayen-Koblenz im Land Rheinland-Pfalz, die der Verbandsgemeinde Vordereifel angehört und ihren Verwaltungssitz in Mayen hat.
Oberhalb des Ortes liegen die Ruinen der Löwen- und Philippsburg.

## Geographie
Die Gemeinde liegt in der Eifel im Tal der Elz, einem orographisch linken Nebenfluss der Mosel.
Zu Monreal gehören auch die Wohnplätze Burghof, Cond, Lauxhof, Müsch, Augstmühle, Polcherholz, Schäfereihof, Schnürenhof und Suhrhof.
Nachbarorte sind die Stadt Mayen im Nordosten sowie die Ortsgemeinden Kehrig im Südosten, Düngenheim und Urmersbach im Süden (beide Orte gehören bereits zum Landkreis Cochem-Zell), Bermel im Westen, Weiler im Nordwesten sowie Reudelsterz im Norden.

## Geschichte
Die ältesten erhaltenen Siedlungsspuren in Monreal stammen aus vorchristlicher Zeit. Urkundlich erstmals erwähnt wird es 1193 als „Cunisberch“ (Königsberg). Anfang des 13. Jahrhunderts weiteten die Grafen von Virneburg ihren Einflussbereich auf die kleine Siedlung aus. Der Mode der Zeit entsprechend verwendeten sie von nun an den französischen Namen „Monroial“ (= Königsberg). Später wurde daraus der heutige Name „Monreal“.
Hermann III. von Virneburg begann um 1220 mit dem Bau der großen Burg, obwohl er weder die nötigen Genehmigungen noch die Rechte über den Grund und Boden besaß. Dieser gehörte zur Grundherrschaft Mertloch des Trierer Erzbischofs, dessen hiesiger Verwalter in weltlichen Dingen Hermanns Bruder Philipp von Virneburg war. Hermann sah sich zu diesem drastischen Schritt gezwungen, um seine Grafendynastie machtpolitisch voranzubringen. Sein Stammsitz, die Virneburg, lag zu weit abseits der wirtschaftlichen Zentren. Der Flecken Monreal jedoch grenzte direkt an das Mittelrheinische Becken. Dort lagen die landwirtschaftlichen Gunstgebiete und vor allem die vulkanischen Gesteinsvorkommen. Die Virneburger wollten davon profitieren. Tatsächlich ging Hermanns Kalkül auf: Er durfte seine Burg behalten und wurde noch im ersten Drittel des 13. Jahrhunderts vom Pfalzgrafen bei Rhein mit dem gesamten Hochgerichtsbezirk der kleinen Pellenz belehnt. Ihrem Ort Monreal waren die Virneburger auch weiterhin wohlgesinnt. Bereits 1306 erwirkten sie die Verleihung der Stadtrechte und Marktrechte. Jeden Montag durfte in Monreal ein Wochenmarkt abgehalten werden.
Monreal gehörte zum Gebiet des Erzstifts Trier, die Virneburger Grafen aber unterhielten beste Beziehungen zum Erzstift Köln. Dies führte zu häufigen Konflikten zwischen den Monrealern und Trier. 1545 starb das Grafengeschlecht von Virneburg aus. Trier zog daraufhin das Lehen Monreal an sich und setzte eigene Amtmänner auf die Burg. Das so entstandene Amt Monreal wurde später dem Oberamt Mayen nachgeordnet.
Der Ort mit seinen beiden Burgen – der Löwen- und Philippsburg – wurde 1632 im Dreißigjährigen Krieg von schwedischen und 1689 im Pfälzer Erbfolgekrieg von französischen Truppen zerstört.
Nach dem Dreißigjährigen Krieg entstand im Ort eine bedeutende Tuchindustrie, gestützt auf die Wolle der großen Schafherden der Eifel. Viele Fachwerk- und Bruchsteinhäuser zeugen noch vom einstigen Wohlstand der Monrealer Tuchmacher.
In der zweiten Hälfte des 19. Jahrhunderts erlebte die Tuchherstellung wegen der starken internationalen Konkurrenz ihren Niedergang. Für den Ort war dies fatal, Monreal verarmte.
Erst in den 1930er Jahren erholte sich Monreal, als man begann, den Reiz der romantischen Eifel zu schätzen. Die imposanten Bauten der Tuchmacher bilden einen idyllischen Ortskern. Ein Zeugnis spätgotischer Steinmetzkunst findet sich auf der mittleren Elzbrücke in Monreal: das Löwendenkmal. Ab dem Ende des 15. Jahrhunderts stand es zunächst vor den Toren der großen Burg. Wegen der vier Löwen, die die Zufahrt zur Burg „bewachten“, nannte man die große Burg später auch „Löwenburg“.
Die Familie Monnerjahn konnte anhand alter Kirchenbücher den Ursprung ihres Namens auf Monreal zurückführen.
Rund um die historischen Zeugnisse wird in Monreal versucht, die Geschichte des Ortes auch den zahlreichen Besuchern näherzubringen. Im Jahr 2003/2004 wurden daher an vielen historischen Gebäuden Hinweistafeln mit Informationen zur Geschichte und Nutzung der Gebäude angebracht.
Bevölkerungsentwicklung
Die Entwicklung der Einwohnerzahl von Monreal, die Werte von 1871 bis 1987 beruhen auf Volkszählungen:
| Jahr | Einwohner |
| ---- | --------- |
| 1815 | 551       |
| 1835 | 759       |
| 1871 | 653       |
| 1905 | 696       |
| 1939 | 687       |
| 1950 | 842       |
| 1961 | 795       |

| Jahr | Einwohner |
| ---- | --------- |
| 1970 | 821       |
| 1987 | 886       |
| 2005 | 879       |
| 2011 | 836       |
| 2017 | 782       |
| 2022 | 788       |

## Politik

### Gemeinderat
Der Gemeinderat in Monreal besteht aus zwölf Ratsmitgliedern, die bei der Kommunalwahl am 9. Juni 2024 in einer Mehrheitswahl gewählt wurden, und der ehrenamtlichen Ortsbürgermeisterin als Vorsitzender. Bis 2009 fanden personalisierte Verhältniswahlen statt, da mindestens zwei Wahlvorschlagslisten eingereicht wurden.
Die Sitzverteilung im Gemeinderat:
| Wahl | SPD               | WG 1              | WG 2              | Gesamt   |
| ---- | ----------------- | ----------------- | ----------------- | -------- |
| 2024 | per Mehrheitswahl | per Mehrheitswahl | per Mehrheitswahl | 12 Sitze |
| 2019 | per Mehrheitswahl | per Mehrheitswahl | per Mehrheitswahl | 12 Sitze |
| 2014 | per Mehrheitswahl | per Mehrheitswahl | per Mehrheitswahl | 12 Sitze |
| 2009 | –                 | 7                 | 5                 | 12 Sitze |
| 2004 | 6                 | 4                 | 2                 | 12 Sitze |

### Bürgermeister
Cornelia Becke wurde am 11. März 2025 Ortsbürgermeisterin von Monreal.  Bei der Direktwahl am 23. Februar 2025 war sie als einzige Bewerberin mit einem Stimmenanteil von 87,87 % gewählt worden.
Beckes Vorgänger Martin Schmitt (Grüne) hatte das Amt am 25. Oktober 2021 übernommen. Da für eine am 26. September 2021 angesetzte Direktwahl kein Wahlvorschlag eingereicht worden war, oblag die Wahl gemäß rheinland-pfälzischer Gemeindeordnung dem Gemeinderat, der sich für Schmitt entschied. Bei der Direktwahl am 9. Juni 2024 wurde er als einziger Bewerber mit einem Stimmenanteil von 62,3 % für weitere fünf Jahre wiedergewählt. Mit Wirkung zum 31. Oktober 2024 legte Schmitt jedoch das Amt aus beruflichen Gründen vorzeitig nieder, wodurch eine Neuwahl erforderlich wurde. Schmitts Vorgänger waren André Übener (Amtsantritt 13. August 2019, Amtsniederlegung zum 1. Juli 2021) und zuvor Karl Schmitz, der nach über acht Jahren im Amt 2019 nicht erneut kandidiert hatte.

### Wappen
| Wappen von Monreal | Blasonierung: „In Gold sieben rote Rauten (4:3).“ |
| Wappen von Monreal | Wappenbegründung: Wappen der Grafen von Virneburg Die Wappenbeschreibung auf der Internetseite der Verbandsgemeinde Vordereifel lautet: „Schild Gold mit 7 roten Rauten.“ |

## Sehenswürdigkeiten

Löwenburg
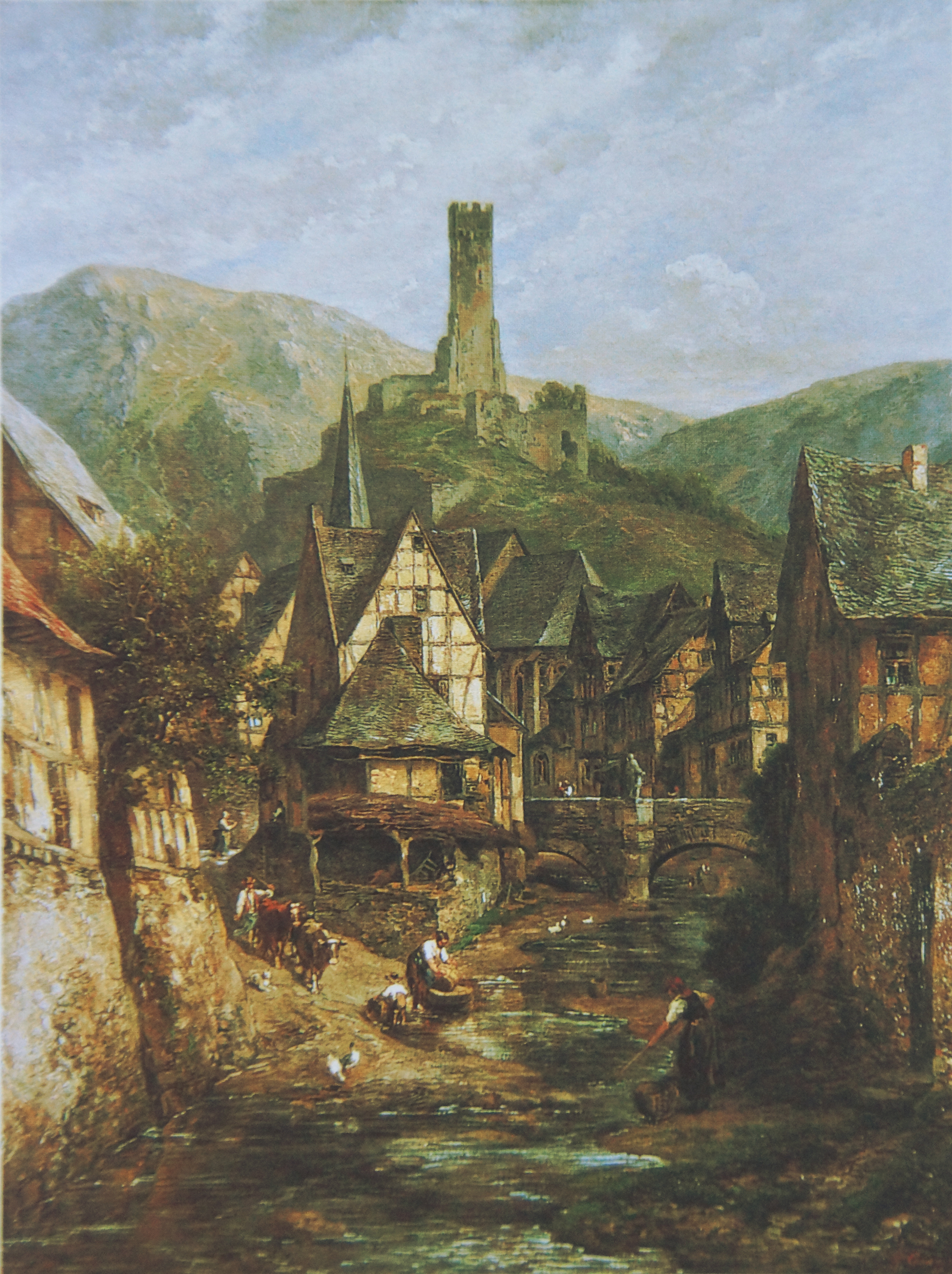
Monreal 1866, Bild von Anton Burger
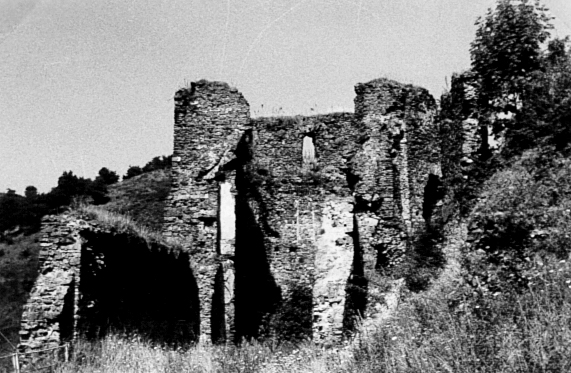
Monreal – Burgruine 1978
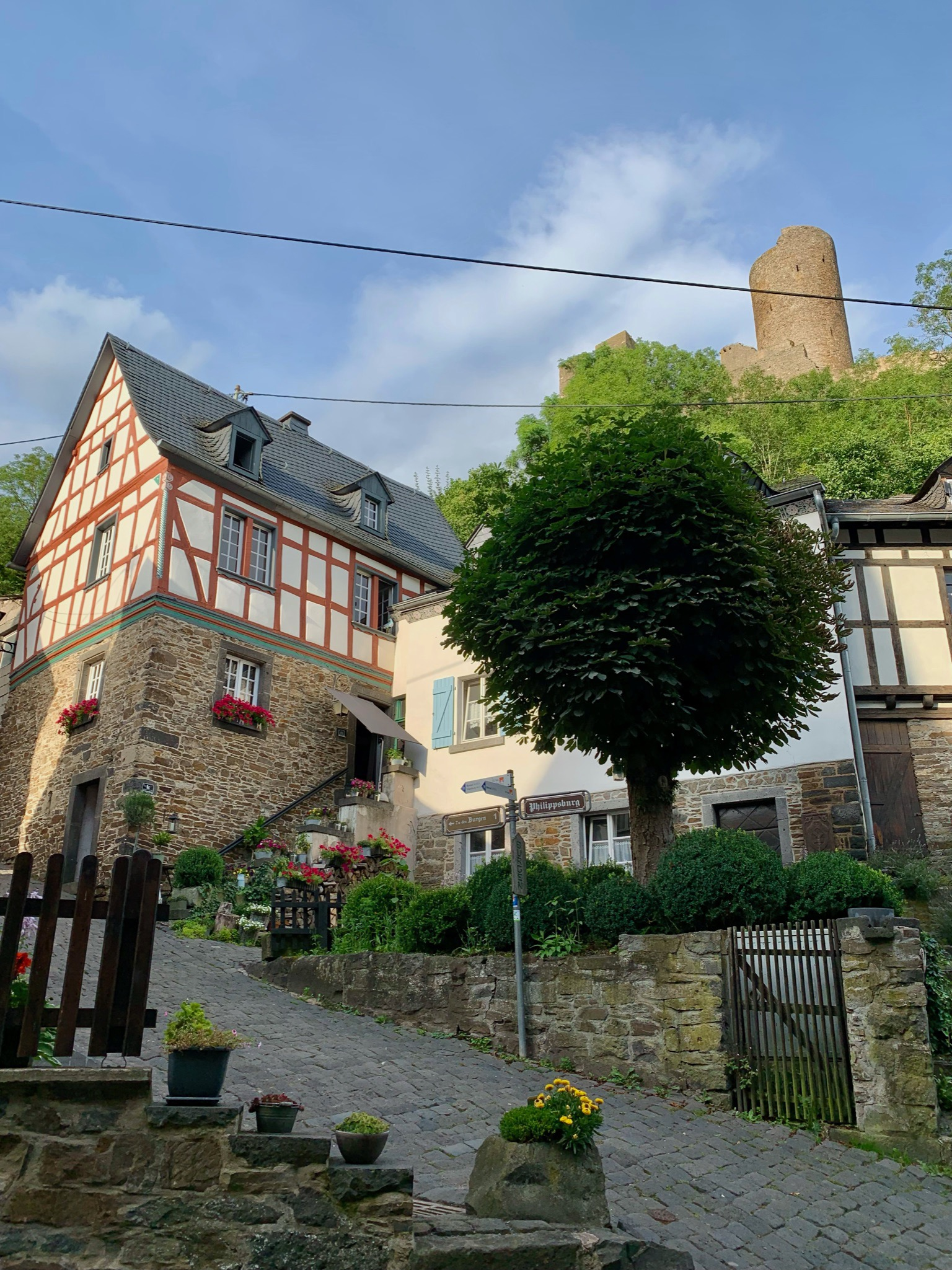
Blick auf Löwenburg

Dreifaltigkeitskirche
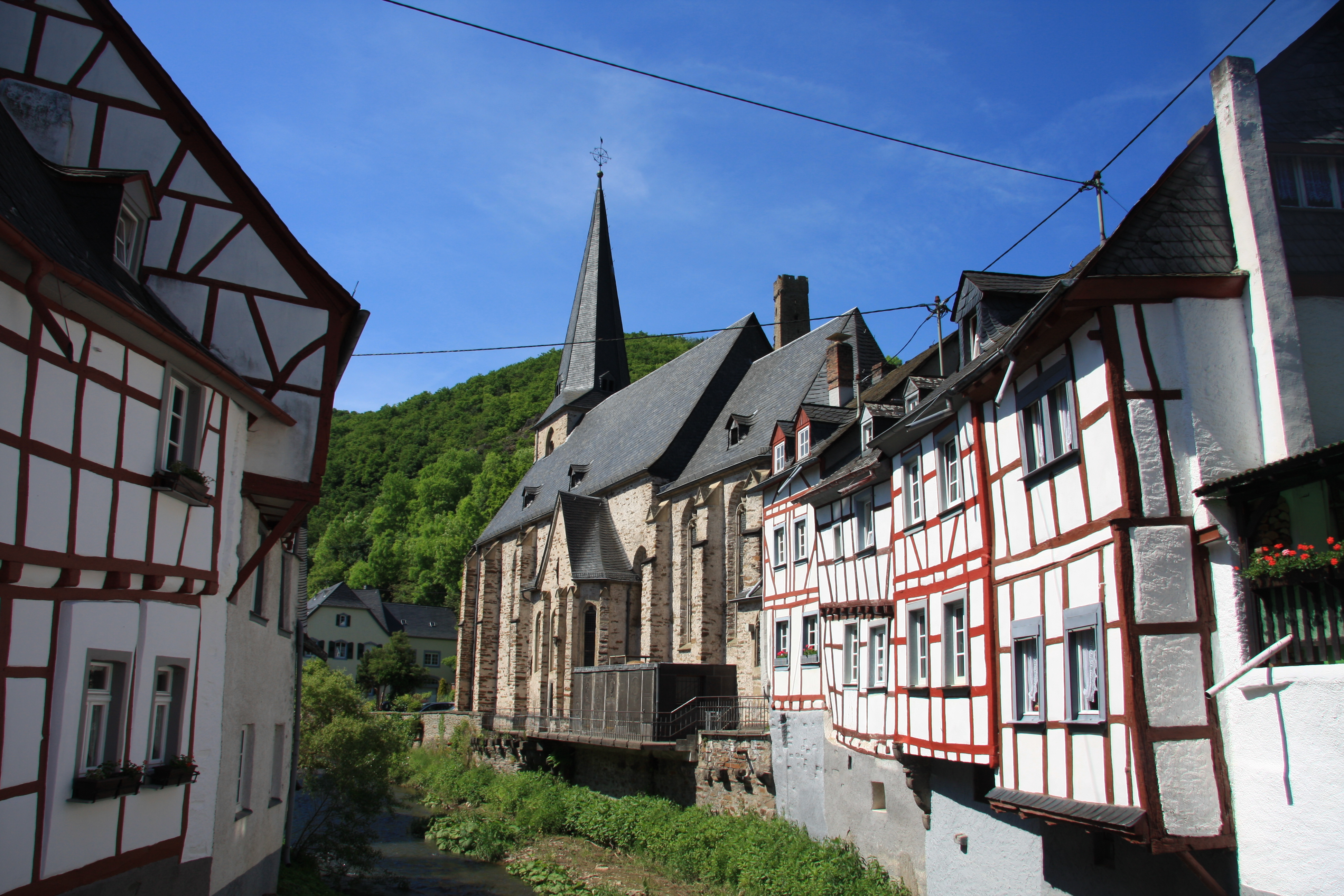
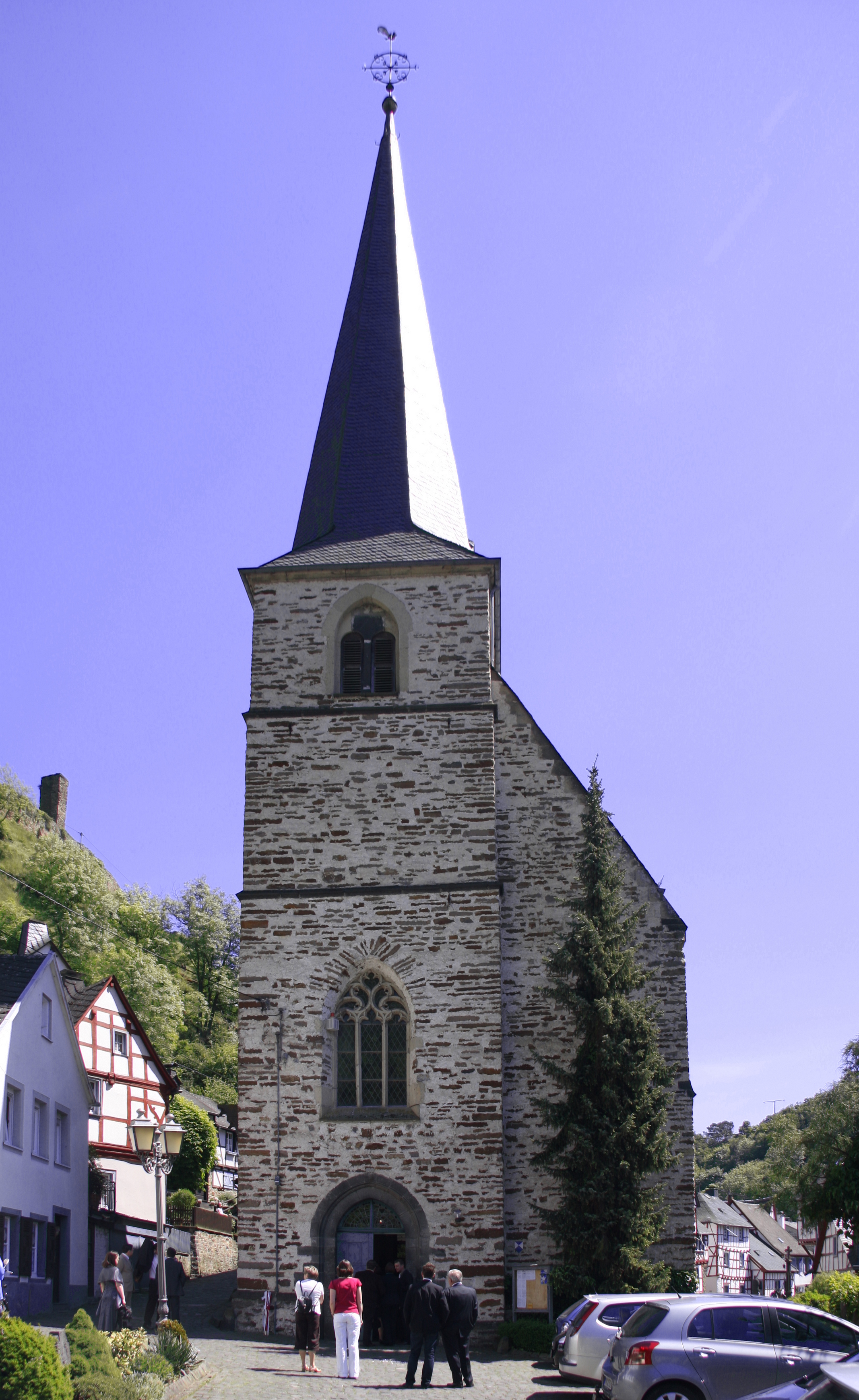
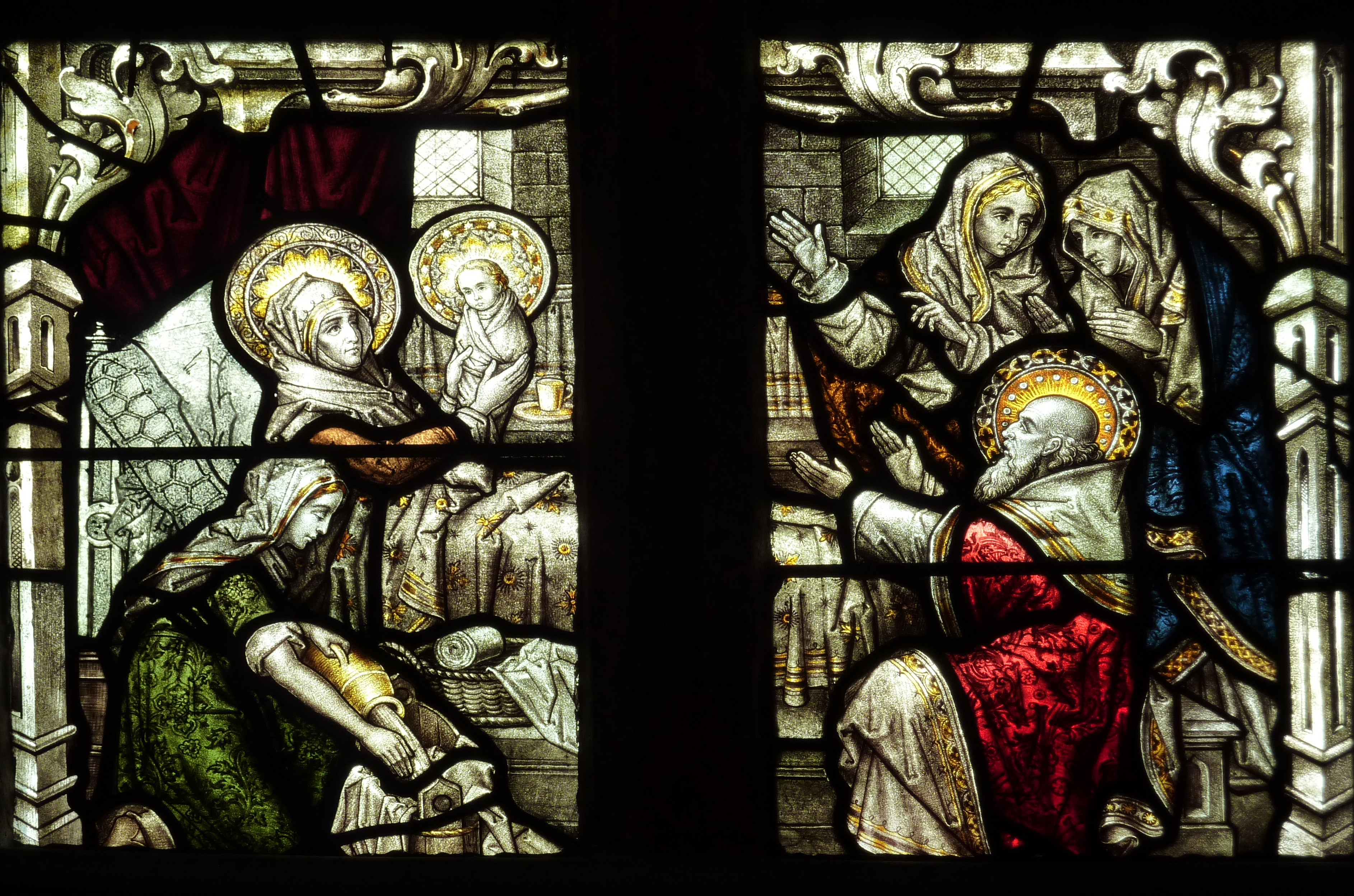

Elzbach und Fachwerkhäuser
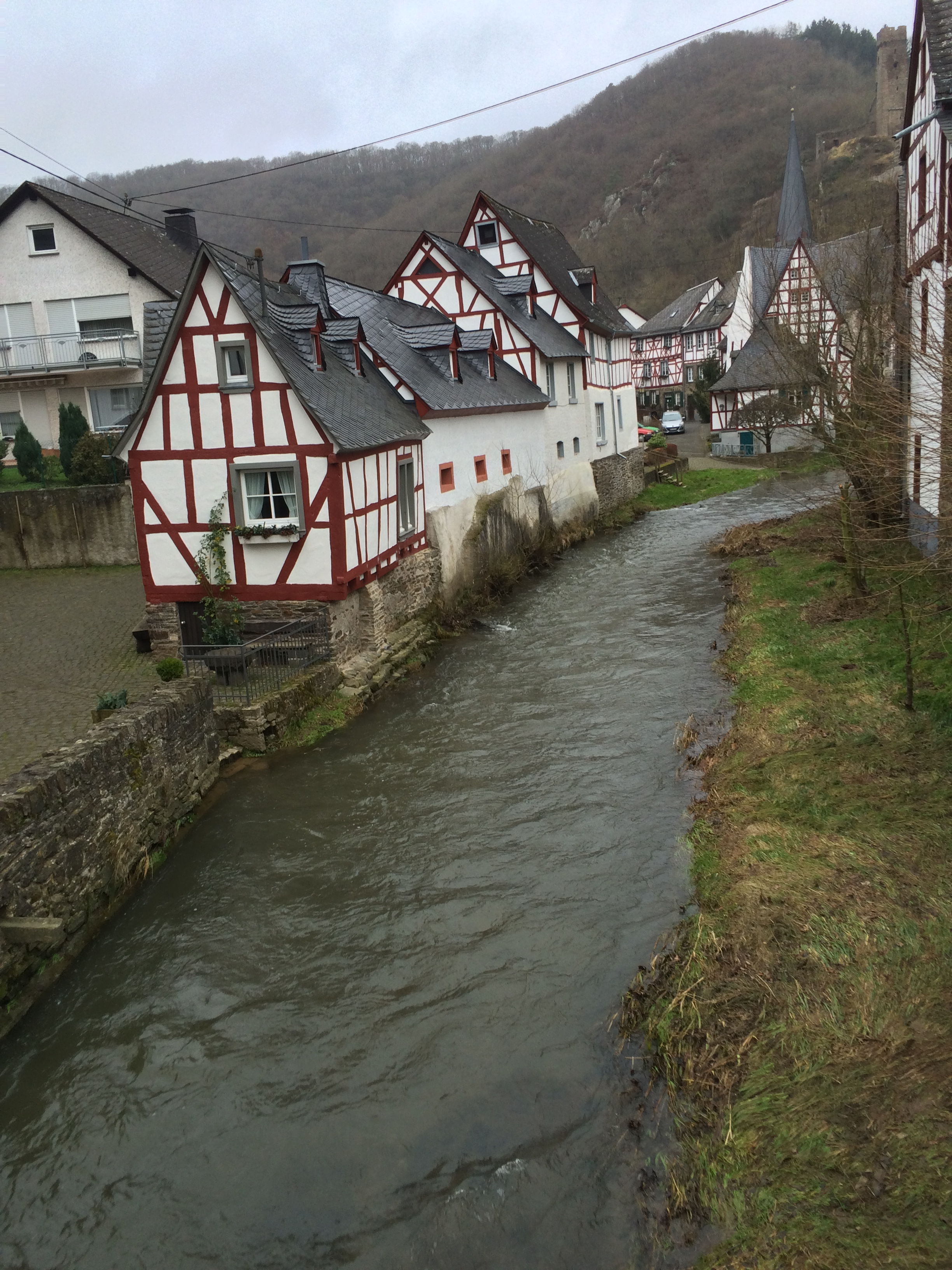
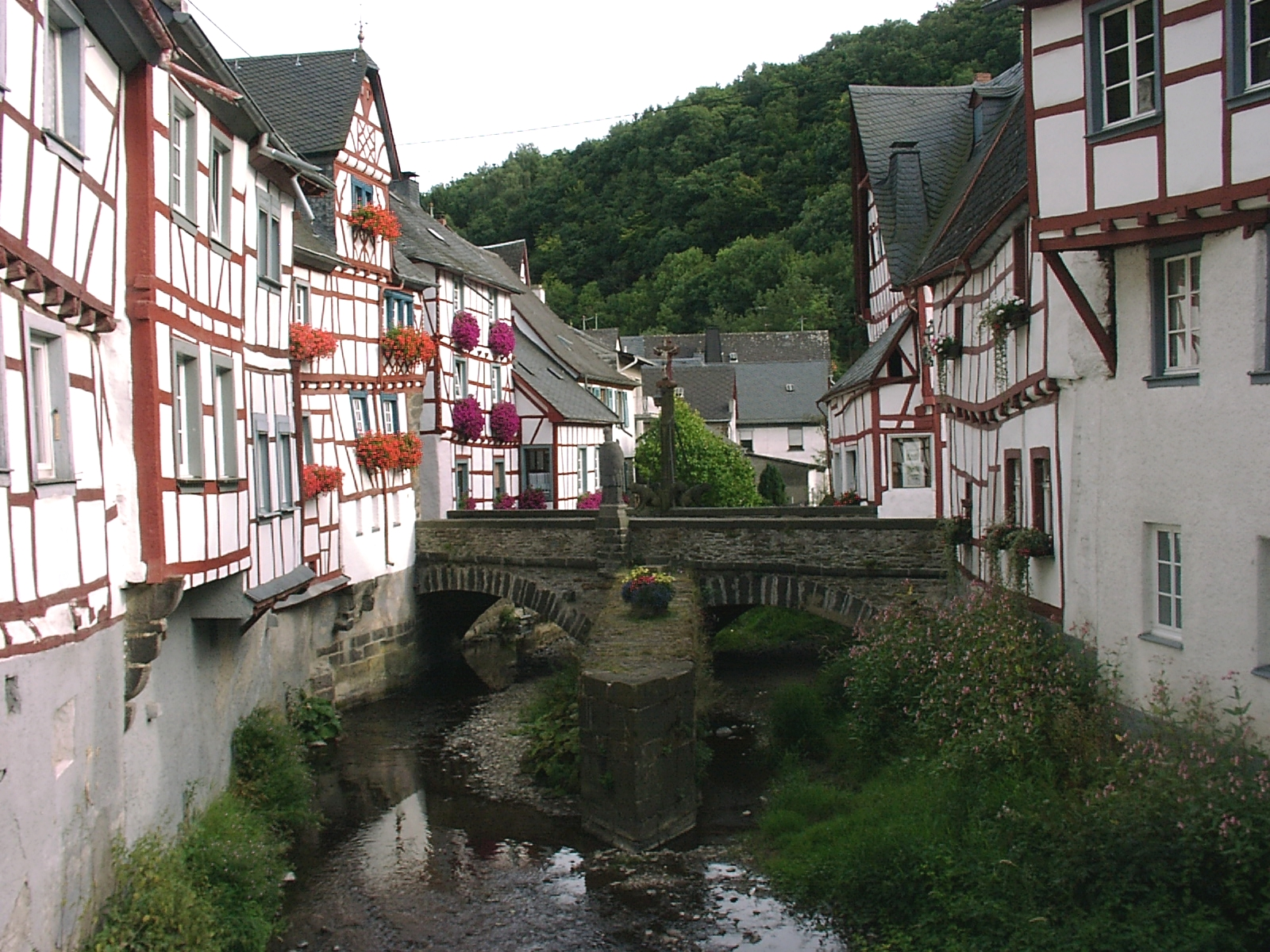
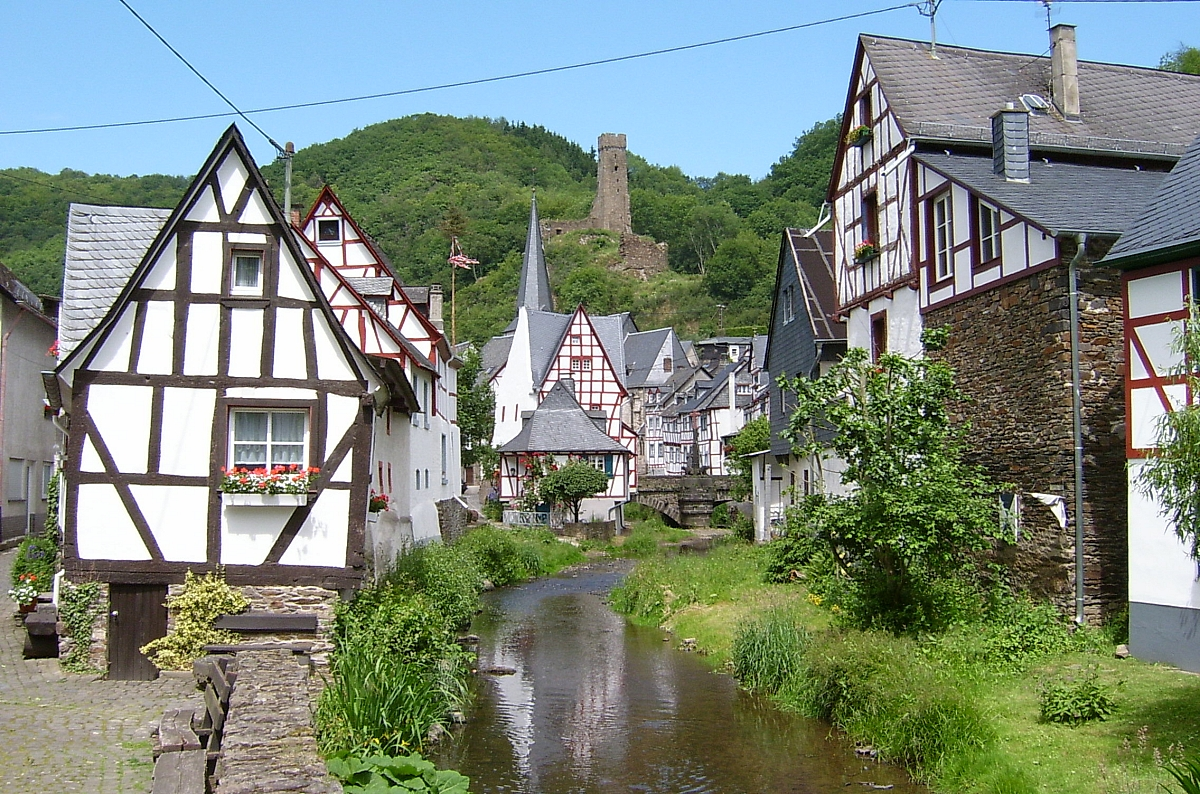

- Löwen- und Philippsburg
- Katholische Pfarrkirche Hl. Dreifaltigkeit
- Viergiebelhaus von 1452, restauriert 2004
- Innerer Ortskern mit Fachwerkhäusern

## Schauplatz Monreal
1988 wurde Monreal Ziel einer Aktion des Satiremagazins Titanic, deren Redakteure sich als Team einer Produktionsfirma ausgaben. Sie gaben vor, auf der Suche nach dem Drehort für eine große Serie des ZDF zu sein. Ohne irgendeinen Beleg oder besondere Anstrengung gelang es den Satirikern, den Bürgermeister und mehrere Amtsträger zu einer völligen Neugestaltung des Ortes zu überreden – einschließlich des Abrisses einer Telefonzelle, der Rodung eines ganzen Hügels sowie der Verstellung der Löwenburg durch eine Fabrikfassade.
Im Jahr 2009 war Monreal erstmals Drehort für die deutsche Fernsehkrimiserie „Der Bulle und das Landei“ mit Uwe Ochsenknecht und Diana Amft in den Hauptrollen. Insgesamt wurden sechs Folgen der Serie in Monreal gedreht und von 2010 bis April 2016 im Ersten ausgestrahlt.
Ende des Sommers 2012 war Monreal Drehort für die Actionserie „Alarm für Cobra 11“.

## Verkehr

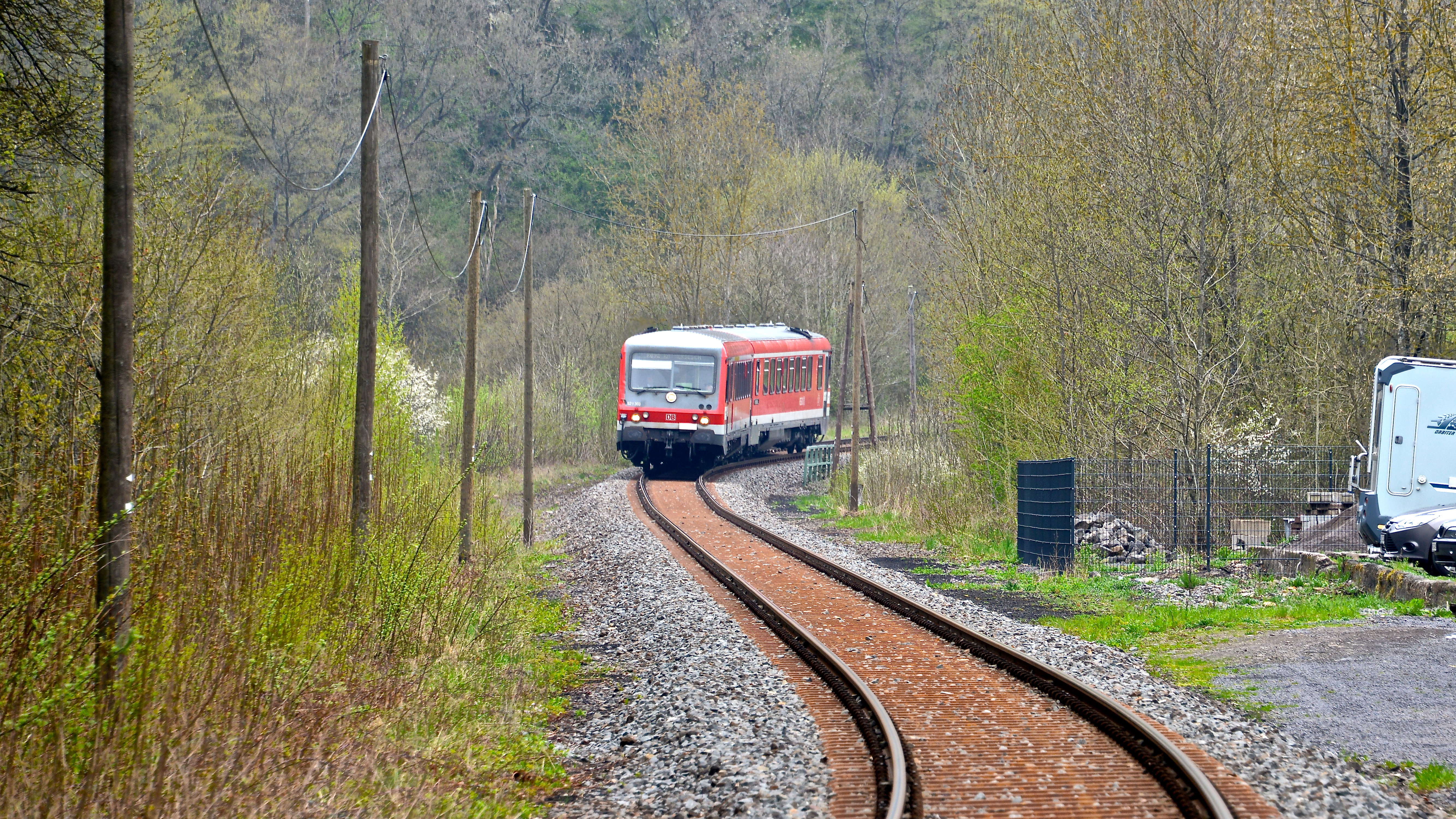
VT628 nahe dem Bahnhaltepunkt Monreal

Monreal liegt an der L 98, welche Anschluss an die B 258 und an die A 48 gibt.
Der Bahnhof Monreal gehört zum aktuell befahrenen Abschnitt der Eifelquerbahn von Andernach über Mayen nach Kaisersesch. Der hintere Abschnitt bis nach Gerolstein ist seit 2013 gesperrt. Seit Dezember 2014 wird diese Bahnstrecke unter dem Namen Lahn-Eifel-Bahn vermarktet und umfasst drei Linien, die über Koblenz bis nach Gießen reichen.

## Wettbewerb „Unser Dorf hat Zukunft“
Die Gemeinde Monreal nahm mehrmals am Wettbewerb „Unser Dorf hat Zukunft“ teil:
- Kreissieger in der Sonderklasse: 1979, 1990, 1998, 1999, 2003
- Landessieger in der Sonderklasse: 1990, 2003
- Bundessieger im 21. Bundeswettbewerb: 2004

## In Monreal geboren
- Markus Meurer (* 1959), Outsider-Art-Künstler.
- Franz Pfaffenhäuser (1895–1977), Kommunist, Buchhändler, Widerstandskämpfer[19] und Überlebender des KZ Dachau[20].